# Andatura (equitazione)
L'andatura è il modo di camminare del cavallo e si definisce naturale quando:
- il ritmo è regolare
- gli arti si muovono parallelamente al piano mediano del corpo
- i movimenti sono decisi ed elastici
- le oscillazioni laterali del tronco, quelli della testa e del collo sono della giusta ampiezza

Le andature corrette del cavallo sono passo, trotto e galoppo (quest'ultimo diviso in piccolo galoppo, o canter, e galoppo, o galoppo allungato).

Passo

Il passo è un'andatura naturale e basculata, dove il cavallo poggia gli arti uno per volta, uno dopo l'altro. È un'andatura poco faticosa ma lenta. Il cavallo con questa andatura percorre da 5 a 7 km in un'ora. È un'andatura in quattro tempi simmetrica:
- 1° anteriore destro
- 2° posteriore sinistro
- 3° anteriore sinistro
- 4° posteriore destro

Trotto

Il trotto è un'andatura saltata diagonalizzata. A quest'andatura il cavallo sviluppa una velocità che va dai 10-12 fino ai 55 km/h nelle corse al trotto. È un'andatura in due tempi:
- 1° anteriore destro-posteriore sinistro
- 2° anteriore sinistro-posteriore destro

La qualità del trotto si giudica dall'elasticità e ampiezza delle falcate, morbidezza della schiena ed equilibrio.

Galoppo allungato

Il galoppo è un'andatura saltata, basculata e naturale. Si divide in piccolo galoppo (ingl. canter), che ha una velocità media di circa 30 km/h, e galoppo o galoppo allungato (ingl. gallop), al quale i cavalli da corsa possono raggiungere anche i 80 km/h. È un'andatura in 3 tempi + sospensione nel galoppo allungato. Esempio (galoppo destro): 
- 1° posteriore sinistro
- 2° posteriore destro + anteriore sinistro (diagonale)
- 3° anteriore destro
- sospensione

Con il termine ambio ci si riferisce a tutte le andature durante le quali in ogni momento su una delle gambe insiste tutto il peso del cavallo. Le andature ambiate sono nettamente più veloci del passo e lievemente più veloci del trotto, ma più lente del galoppo. 
Pur essendo un'andatura naturale in alcune razze, in quelle in cui è stata introdotta artificialmente, soprattutto per uso sportivo, l'ambio è considerata un’alterazione della coordinazione neuro-muscolare del cavallo.